# RCA Studio B
RCA Studio B fue un estudio de grabación construido en 1956 en Nashville, Estados Unidos por la compañía discográfica RCA Victor. Originalmente conocido simplemente como "RCA Studios," el estudio B, junto al RCA Studio A  se convirtió durante los años 60 en un factor fundamental para el desarrollo de la producción musical del conocido como Sonido Nashville. Durante las dos décadas que el estudio estuvo operativo, se grabaron en él, el sesenta por ciento de las canciones que entraron en la lista de éxitos Billboard Country chart. El estudio cerró en 1977.
El estudio está ubicado en el histórico distrito de Nashville conocido como Music Row. Desde 1992, el edificio es propiedad del Museo y Salón de la Fama del Country, que organiza visitas guiadas.

## Historia
Tras años de usar equipos portátiles para grabar proyectos en varias instalaciones de grabación alrededor de Nashville, en 1954, Steve Sholes y Chet Atkins establecieron una primera instalación permanente de grabación para la discográfica RCA Victor dentro del edificio de la Methodist Television Radio & Film Commission. En enero de 1956, Sholes y Atkins produjeron una sesión con Elvis Presley, durante la cual se grabó la canción Heartbreak Hotel, que se convirtió en el primer disco de oro del artista y fue el disco más vendido del año.
Las oficinas ocupaban la parte delantera de una de las plantas del edificio, mientras que los estudios se situaban a sus espaldas. La sala de grabación tenía unas dimensiones de 12,3 x 8 metros con una altura de 4 metros, mientras que la sala de control era una pequeña habitación de 3,7 metros, equipada con una consola de válvulas de estación de radio RCA con 12 entradas de micrófono y cuatro salidas, que alimentaba una plataforma Ampex de 2 pistas.
En marzo de 1959, Bill Porter reemplazó a Bob Ferris como ingeniero jefe de los estudios. Porter consideró que la acústica del estudio era problemática, con modos de sala resonantes que creaban una respuesta de frecuencia desigual. Para disminuir el problema, tomó 60 dólares de la caja del estudio y compró paneles acústicos de techo de fibra de vidrio que cortó en triángulos y colgó del techo a diferentes alturas, estos fueron denominados "Pirámides de Porter". También marcó una "X" en el suelo donde descubrió, mediante una cuidadosa experimentación, que la resonancia era mínima. Sobre estas marcas, colocó los micrófonos para grabar a los vocalistas, coros y guitarras acoústicas. Tras estas mejoras, Don Gibson grabó su álbum Girls, Guitars and Gibson. En 1960 y 1961, los estudios se ampliaron con más espacio para oficinas y salas para la masterización de cintas.
El pintor y cantante de Nashville, Gil Veda, fue en 1962, el primer artista hispano en grabar en los estudios.
En sus memorias, publicadas en 1994, My Life And Other Unfinished Business, Dolly Parton relató como en su primera sesión de grabación en los estudios B en octubre de 1967, poco después de firmar con RCA Victor, debido a las prisas y los nervios por llegar, acabó estrellando su automóvil contra la fachada del edificio.
Tras su cierre en 1977, el estudio se puso a disposición del Museo y Salón de la Fama del Country para su exhibición. En 1992 los estudios fueron definitivamente donados al museo por el difunto Dan Maddox.
En 2012, el estudio fue incluido en el Registo Nacional de Lugares Históricos.

## Legado artístico
Quonset Hut Studio, RCA Studio B y RCA Studio A, fueron los tres estudios de grabación esenciales para el desarrollo del denominado Sonido Nashville. Chet Atkins y el equipo de producción de RCA Studio B, especialmente Steve Sholes, Owen Bradley, Bob Ferguson y Bill Porter produjeron un estilo sofisticado caracterizado por coros y cuerdas, que revivió la popularidad de la música country y ayudó a establecer la reputación de Nashville como centro de grabación internacional. 
En el RCA Studio B, se grabaron más de 47 000 canciones. Elvis Presley grabó más de doscientas. Otros artistas que utilizaron las instalaciones fueron; Eddy Arnold, Chet Atkins, Bobby Bare, David Bowie, Harold Bradley, The Browns, Jerry Byrd, Floyd Cramer, Skeeter Davis, Dottsy, Ronnie Dove, The Everly Brothers, Donna Fargo, Connie Francis, Hank Garland, Don Gibson, Mickey Gilley, Bobby Goldsboro, Billy Grammer, Buddy Harman, John Hartford, Al Hirt, Homer and Jethro, Waylon Jennings, Jack Jersey, Grandpa Jones, The Jordanaires, Anita Kerr Singers, Hank Locklin, John D. Loudermilk, Bob Luman, Charlie McCoy, Roger Miller, Bob Moore, Willie Nelson, Roy Orbison, Charley Pride, Boots Randolph, Jim Reeves, Tommy Roe, Ronny & the Daytonas, Samuelsons, Connie Smith, Hank Snow, Gary Stewart, The Strokes, Nat Stuckey, Sue Thompson, Johnny Tillotson, Ernest Tubb, The Velvets, Porter Wagoner, Gillian Welch, y Dottie West.
 